# Sartène
Sartène (Corsicaans: Sartè; Italiaans: Sartena of Sartene) is een gemeente in het Franse departement Corse-du-Sud (regio Corsica) op 13 kilometer van Propriano, haar natuurlijke haven. De gemeente telde 3.732 inwoners op 1 januari 2022. De plaats is de onderprefectuur van het arrondissement Sartène.
Prosper Mérimée noemde haar de "meest Corsicaanse stad van Corsica". De stad ligt in een gebied vol prehistorische ruïnes en heeft een geschiedenis van vendetta's, die plaatsvonden in de 19e eeuw.

## Geografie
Sartène ligt op een vooruitspringend rotsgedeelte (de Pitraghiu) van de hellingen van de Monte Rosso, boven het dal van de Rizzanèse en de Golfe de Valinco. De oppervlakte van Sartène bedroeg op 1 januari 2022 200,4 vierkante kilometer; de bevolkingsdichtheid was toen 18,6 inwoners per km². Hiermee is het qua oppervlakte de grootste gemeente van Corsica.
De stad ligt langs de T40.
De onderstaande kaart toont de ligging van Sartène met de belangrijkste infrastructuur en aangrenzende gemeenten.

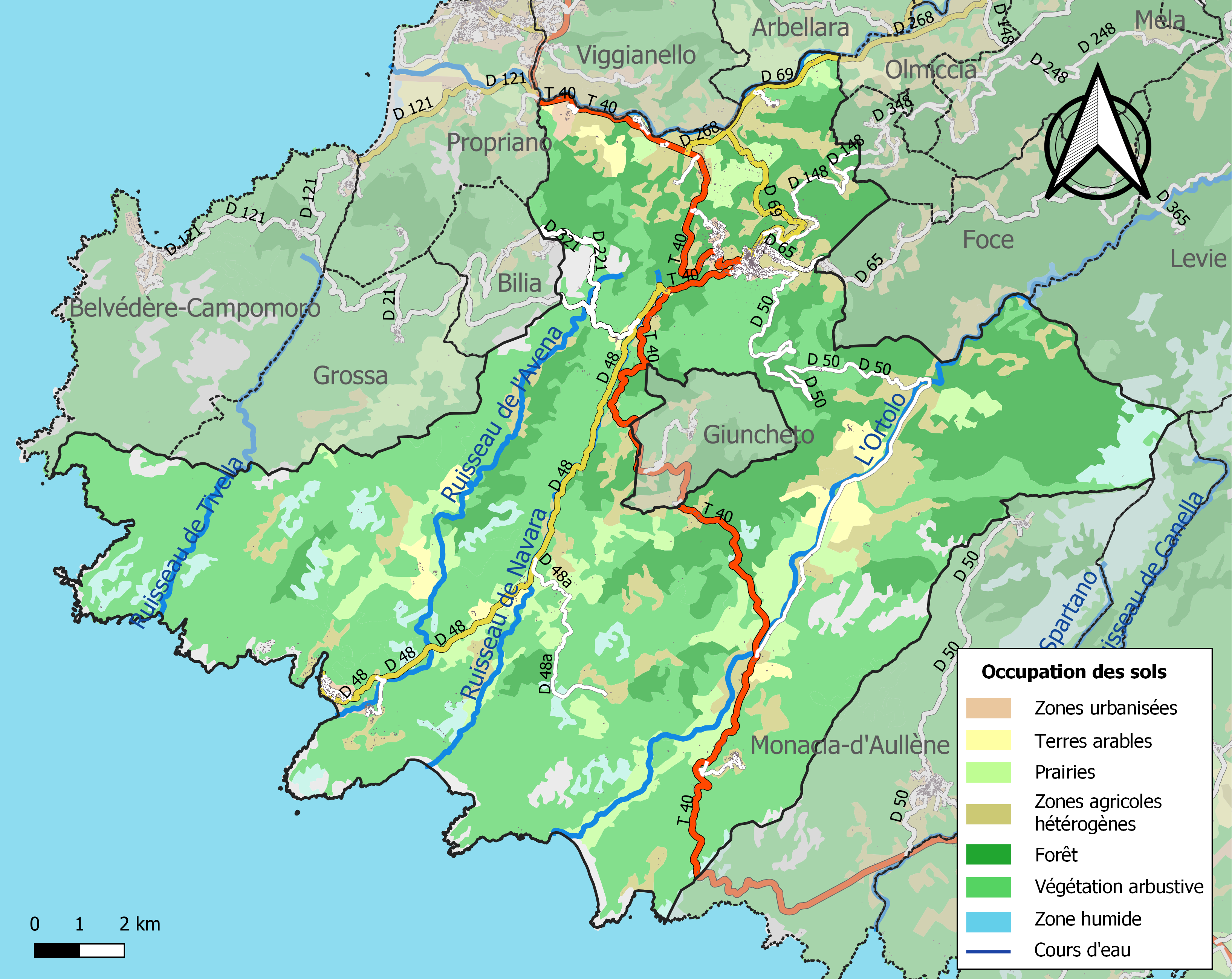

## Naamgeving
Sommige onderzoekers beweren dat Sartène, net als Sardinië, van Sardes zou stammen, een stad in Klein-Azië.

## Demografie
Onderstaande figuur toont het verloop van het inwonertal (bron: INSEE-tellingen).

Vanwege een beveiligingsprobleem met de MediaWiki Graph-software is het momenteel niet mogelijk deze grafiek weer te geven. Zodra de software is bijgewerkt zal de grafiek vanzelf weer zichtbaar worden.

## Bezienswaardigheden

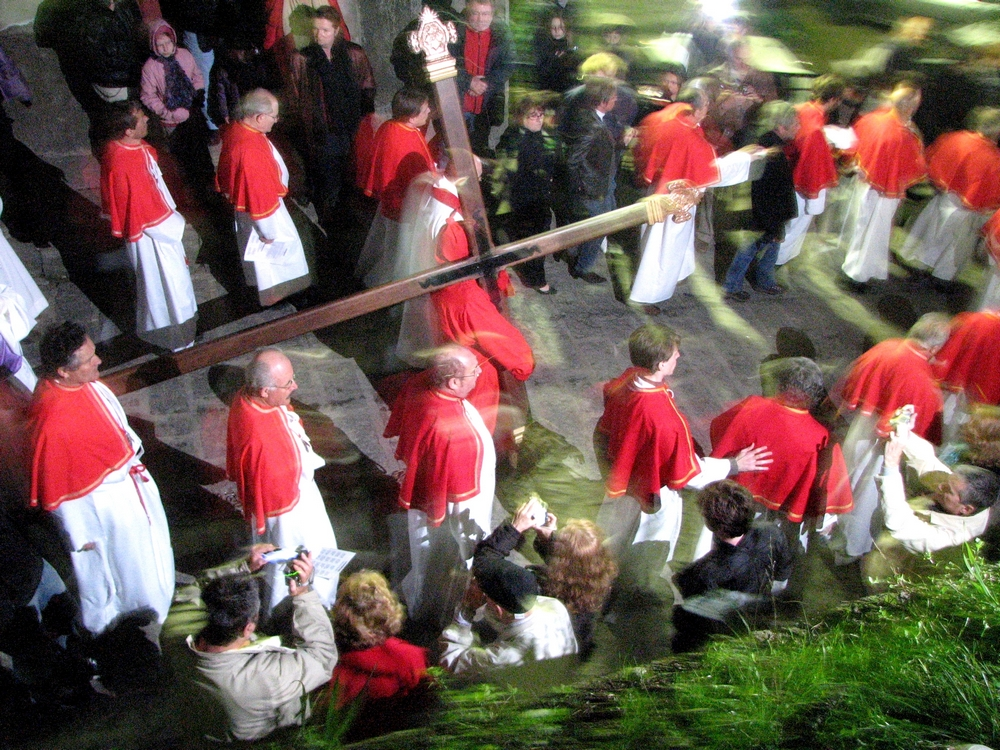
Catenacciu

- Place de la Libération (voormalige Place Porta), het centrum van de stad
- De kerk Sainte-Marie (Santa Maria Assunta, 1766), ten noorden van de Place Porta
- Stadhuis, voormalig paleis van de Genuese gouverneurs
- Échauguette, overblijfsel van de 15e-eeuwse stadsmuur
- De wijk Santa Anna, een wijk die zijn middeleeuws aanzien behield
- Musée de la Préhistoire Corse et d'Archéologie
- Dolmen de Fontanaccia

### Evenementen
Op de avond van Goede Vrijdag is de barokkerk van Ste.-Marie aan de Place de la Libération het beginpunt van de Catenacciuprocessie (Processie van de Geketende): een van de oudste religieuze ceremonies van Corsica, waarbij de kruisgang naar Golgotha wordt herdacht.

## Geboren in Sartène
- Robert Antelme (1917-1990), schrijver en jurist